# Pilophorus exiguus
Pilophorus exiguus är en insektsart som beskrevs av Bertil Robert Poppius 1914. Pilophorus exiguus ingår i släktet Pilophorus och familjen ängsskinnbaggar. Inga underarter finns listade i Catalogue of Life.